# La Bucarita
La Bucarita est la capitale de la paroisse civile de Quebrada Honda de Guache de la municipalité d'Andrés Eloy Blanco de l'État de Lara au Venezuela. 